# Pristin

Pristin (em coreano: 프리스틴; estilizado como PRISTIN; anteriormente conhecido como Pledis Girlz) foi um grupo feminino sul-coreano formado pela Pledis Entertainment em 2016. Ele era composto por dez integrantes: Nayoung, Roa, Yuha, Eunwoo, Rena, Kyulkyung, Yehana, Sungyeon, Xiyeon e Kyla. Sua estreia ocorreu em 21 de março de 2017 com o lançamento de seu primeiro extended play, Hi! Pristin, tendo como faixa promocional "Wee Woo".
Em 24 de maio 2019, a Yonhap News informou que o grupo feminino PRISTIN se separou (disband).
De acordo com o relatório, as integrantes e a Pledis Entertainment realizaram discussões e, finalmente, decidiram encerrar as atividades do grupo.

## História

### Pré-estreia
Em 2010, quando Xiyeon era criança, apareceu no videoclipe de "Bang" de After School, como também estrelou vários comerciais de TV e seriados.
Em 2013, algumas das integrantes se apresentaram ao lado de Seventeen durante seus shows Like Seventeen. Nayoung também fez aparições em vários videoclipes, incluindo "Game Over" de Kye Bum-zu, "Why Are We" de TROY e "Man of the Year" de Hanhae. Todas do grupo apareceram como dançarinas do videoclipe de Orange Caramel para seu single de 2014, "My Copycat".
Em 2015, Eunwoo, Rena e Kyulkyung apareceram no MV de "Mansae" do Seventeen. Antes de se juntar à Pledis Entertainment, Eunwoo tinha sido concorrente nos programas de televisão Superstar K4 e The Voice Kids. Rena também participou da quarta temporada de Show Me the Money, mas foi eliminada durante a segunda rodada, "1 Minute Rap".
Nayoung, Roa, Yuha, Eunwoo, Rena, Kyulkyung (que também é conhecida como Pinky) e Xiyeon competiram no programa de televisão de sobrevivência Produce 101 da Mnet, que foi ao ar de 22 de janeiro a 1 de abril de 2016. Enquanto cinco foram eliminadas, Nayoung e Kyulkyung ficaram entre as 11 escolhidas do projeto e estrearam no grupo I.O.I.
Yehana serviu como dançarina de apoio durante o concerto Seventeen em fevereiro de 2016.

### Pledis Girlz
Em 23 de março de 2016, a Pledis Entertainment anunciou seu novo grupo que estava treinando para estrear. No mesmo dia foi divulgado "Sickness", um single digital de Vernon de Seventeen com participação da Eunwoo. A música faz parte da trilha sonora do quadrinho online, Love Revolution. Do dia 14 de maio, até 10 de setembro elas realizaram concertos, com exceção de Nayoung e Kyulkyung que estavam promovendo com I.O.I.
Eles lançaram o single digital "We" em 27 de junho de 2016, que foi composto por Eunwoo e Sungyeon e escrito por Roa, Eunwoo, Sungyeon e Xiyeon. Em julho de 2016, Sungyeon se tornou uma concorrente na competição de canto da JTBC, Girl Spirit.
Eles celebraram seu último show como Pledis Girlz, "BYE & HI", em 6 de janeiro de 2017 e anunciaram que o nome oficial do grupo seria Pristin, um palavra-valise de "prisma" (claro e brilho) e "elastina" (força impecável).

### 2017: Estreia oficial,Schxxl Oute hiatos de Kyla
Em 2 de março, Pledis Entertainment lançou um teaser do grupo através de suas redes sociais confirmando a estreia oficial do grupo em março.
Em 21 de março, Pristin estreou oficialmente com seu primeiro extended play Hi! Pristin junto com a faixa principal "Wee Woo". Em 19 de maio, o grupo lançou um remix de Black Widow para concluir as promoções de "Hi! Pristin".
Em 5 de agosto, Pledis Entertainment confirmou um novo comeback em 23 de agosto com o segundo mini-álbum chamado Schxxl Out.
Em 23 de agosto, Pledis Entertainment liberou o clipe de We Like, faixa titulo do mais novo mini-álbum, Schxxl Out.
Em 12 de outubro, a Pledis Entertainment anunciou que Kyla estaria pausando suas atividades com o Pristin depois de receber uma recomendação do médico para descansar, pois sua saúde estaria piorando. O grupo irá continuar as promoções como um grupo de 9 integrantes até o seu retorno, enquanto isso Kyla irá receber tratamento no seu país natal, EUA. A agência anunciou:
“Nós viemos dar uma notícia triste para os fãs que amam PRISTIN. Depois de retornar para a sua casa nos Estados Unidos para descansar durante o feriado Chuseok e fazer um check up num médico, Kyla recebeu uma recomendação do médico para descansar. Kyla queria continuar suas promoções enquanto realizava o tratamento, e a companhia também desejou que ela continuasse sua promoções. Porém o médico revelou que seria difícil para Kyla continuar no atual estado de saúde dela e recomendou colocar sua recuperação como principal prioridade. Assim, nós decidimos que seria melhor para Kyla focar na sua recuperação em sua casa nos Estados Unidos.
Nós também nos desculpamos com os fãs que amam PRISTIN e Kyla por trazer essa notícia repentina. No entanto, nós concluímos que a coisa mais importante é a saúde de Kyla e ao tomamos essa decisão considerando o longo prazo. Kyla irá retornar para o PRISTIN quando sua saúde se recuperar. Novamente, nós pedimos aos fãs que sejam compreensivos.
Nós esperamos uma rápida recuperação de Kyla e seu retorno com sua imagem saudável. Obrigado.”

### 2018—2019: Pristin V e disband confirmado
Em 8 de Maio de 2018, foi anunciado que Pristin estaria estreando sua primeira sub-unidade chamada Pristin V, composta pelos membros Nayoung, Roa, Eunwoo, Rena e Kyulkyung. Pristin V fez sua estréia em 28 de Maio de 2018 com o single album Like A V.
No dia 24 de maio de 2019, a Pledis Entertainment confirmou que Nayoung, Roa, Yuha, Eunwoo, Rena, Xiyeon e Kyla rescindiram seus contratos, enquanto Kyulkyung, Yehana e Sungyeon permaneceram na agência. Assim, com o grupo tendo o seu fim após dois anos de atividade.

## Integrantes
- Nayoung (hangul: 나영), nascida Lim Nayoung (hangul: 임나영) em Seul, Coreia do Sul, em 18 de dezembro de 1995 (29 anos). Posição: Líder, Rapper Principal, Dançarina Principal e Vocalista de Apoio.[21][22]
- Roa (hangul: 로아), nascida Kim Minkyung (hangul: 김민경) em Chuncheon, Gangwon, Coreia do Sul em 29 de julho de 1997 (27 anos).  Posição: Vocalista Líder e Visual.
- Yuha (hangul: 유하), nascida Kang Kyungwon (hangul: 강경원) em Gwangju, Coreia do Sul em 5 de novembro de 1997 (27 anos).  Posição: Vocalista Guia.
- Eunwoo (hangul: 은우), nascida Jung Eunwoo (hangul: 정은우) em Bucheon, Gyeonggi, Coreia do Sul em 1 de julho de 1998 (26 anos).  Posição: Vocalista Principal.
- Rena (hangul: 레나), nascida Kang Yebin (hangul: 강예빈) em Goyang, Gyeonggi, Coreia do Sul em 19 de outubro de 1998 (26 anos).  Posição: Rapper Principal, Dançarina Líder e Vocalista de Apoio.
- Kyulkyung (hangul: 결경), nascida Zhou Jieqiong (hanja: 周洁琼) em Xangai, China em 16 de dezembro de 1998 (26 anos).[23]  Posição: Vocalista Guia, Dançarina Líder e Face.
- Yehana (hangul: 예하나), nascida Kim Yewon (hangul: 김예원) em Ilsan, Coreia do Sul em 22 de fevereiro de 1999 (26 anos).  Posição: Vocalista Líder.
- Sungyeon (hangul: 성연), nascida Bae Sungyeon (hangul: 배성연) em Seongdong-gu, Seul, Coreia do Sul em 25 de maio de 1999 (25 anos).  Posição: Vocalista Principal.
- Xiyeon (hangul: 시연), nascida Park Junghyun (hangul: 박정현) em Anyang, Gyeonggi, Coreia do Sul em 14 de novembro de 2000 (24 anos). Alterou legalmente seu nome para Park Siyeon (em coreano:  박시연).[24]  Posição: Vocalista Líder, Dançarina Líder e Rapper Líder.
- Kyla (hangul: 카일라), nascida Kyla Massie (hangul: 카일라매시) em Indiana, Estados Unidos em 26 de dezembro de 2001 (23 anos).Posição: Rapper Líder e Vocalista de Apoio. Rapper Líder e Vocalista de Apoio.

## Subunidade
- Pristin V

Ela é composta por cinco integrantes do grupo,sendo elas Nayoung, Roa, Eunwoo, Rena e Kyulkyung. A estreia oficial foi em 28 de maio de 2018 com o lançamento do single-álbum Like a V com a faixa-principal "Get It".

## Discografia
- 2017: Hi! Pristin
- 2017: Schxxl Out
- 2018: Like a V